# ستيفن كينغ
ستيفن كينج (بالإنجليزية: Stephen King)‏ (ولد في 21 سبتمبر 1947) هو كاتب ومؤلف أمريكي ومعيار من معايير أدب الرعب عرف برواياته التي تندرج ضمن آداب الرعب. وهو حائز على ميدالية مؤسسة الكتاب القومية لأعماله البارزة في الأدب الأمريكي، حيث تم بيع أكثر من 350 مليون نسخه من كتبه حول العالم.

## بداية أعماله
أول قصة قصيرة باعها (ستيفن كينج) كانت (الأرض الزجاجية The Glass Floor) وباعها لمجلة (Startling Mystery Stories) وكان ذلك في عام 1967م، لكن أول رواية كتبها كانت (كاري Carrie) والتي تتحدث عن فتاة غريبة الأطوار تمتك قدرة تحريك الأجسام عن بعد، وكان يكتب هذه الرواية كوسيلة لقتل وقت الفراغ لديه، لكن حين عرضها على دار نشر (Doubleday) في ربيع 1973م و التي قامت بنشرها على الفور، وأمام آراء النقاد المنبهرة بهذه الرواية، عرض عليه مدير تحرير الدار (بيل تومبسون) ترك مهنته في الجامعة كمدرس، وأن يتفرغ للكتابة تمامًا.
لكن الصعوبات بدأت في مطاردة (ستيفن) إذ اضطر للانتقال بعائلته إلى جنوب (مين) بعد أن أصيبت والدته بالسرطان، وظلّ يراعاها طيلة النهار، بينما كان يقضي الليل في غرفة صغيرة في جراج المنزل، يكتب في روايته الثانية التي أسماها (العودة الثانية) قبل أن يقرر تغيير اسمها إلى (حشد سالم Salem's Lot) وفيها يحكي عن قرية من مصاصي الدماء يقوم بزيارتها رجل وطفله الوحيد.
و حين انتهت الرواية توفيت والدته عن عمر يناهز التاسعة والخمسين، فعاد (ستيفن كينج) ينتقل بعائلته، وعاد لتفرغه التام للكتابة، لينتهي في في أوائل 1975 من روايتي (الصمود The Stand) و (منطقة الموت Dead Zone)، وكانت روايته (كاري) قد نشرت لتحقق نجاحًا مذهلاً، أكدّ له وللناشر قرار تركه للجامعة وتفرغه للكتابة.
و الواقع أن حمى الكتابة انتابت (ستيفن كينج)، فأخذت رواياته تتلاحق بغزارة غير مسبوقة – و هي روايات من القطع الكبير ولا يقل عدد صفحات الرواية عن السبعمائة صفحة– فكتب رواية (البريق The Shining) والتي تتحدث عن كاتب مجنون يقضي الشتاء مع عائلته في فندق مهجور، ثم رواية (كريستين Christine) التي تتحدث عن سيارة مسكونة، ثم بدأ في جمع قصصه القصيرة لينشرها في مجموعات قصصية من أشهرها (وردية الليل Night Shift) ثم (أربع دقائق بعد منتصف الليل Four Past Midnight)، ومع النجاح المتواصل، قرر المخرج الشهير (برايان دي بالما) تحويل رواية (كاري) إلى فيلم سينمائي، قامت ببطولته (سيسي سباسيك) و (جون ترافولتا)، فحظى الفيلم بنجاح مذهل خاصة مع أداء (سيسي سباسيك) العبقري للفتاة المضطربة ذات القدرات الخارقة، حتى أنها رشحت لجائزة الأوسكار عن دورها في هذا الفيلم.
و هكذا دخل (ستيفن كينج) عالم السينما من أوسع أبوابه، فمع توالي رواياته، توالت أفلامه، فقام المخرج العبقري (ستانلي كوبريك) عام 1980م بتحويل روايته (البريق) إلى فيلم كابوسي مخيف، قام ببطولته (جاك نيكلسون) – لم يعجب الفيلم ستيفن كينج فقام بإعادة إخراج الفيلم 1997م في صورة حلقات تلفزيونية قام بجمعها فيما بعد – ثم قام المخرج (جون كاربنتر) الذي اشتهر بسلسلة أفلام (هالويين) بتحويل رواية (كريستين) إلى فيلم عام 1983م وحصل به على جائزة أوسكار أفضل مؤثرات بصرية.
و هكذا أصبح (ستيفن كينج) علامة مميزة للرعب سواء على مستوى الروايات أو الأفلام، حتى أن النقاد أخذوا يلقبونه (ملك الرعب) وبدأت الملايين تنهال على (ستيفن) فبنى قصره الخاص في مدينته الأثيرة (مين) – غالبًا ما تدور أحداث رواياته في هذه المدينة – وأخذ يكتب بلا توقف، ثم قرر استغلال وقته، فتعلم الإخراج، ليقوم هو أيضًا بتحويل قصصه إلى أفلام، لكنها لم تكن بجودة كتابته، فتفرغ لإخراج الحلقات التلفزيونية.
ثم في عام 1994م قام المخرج (فرانك دارابونت) بتحويل قصته القصيرة (Rita Hayworth and Shawshank Redemption) والتي نشرها (ستيفن) في مجموعته القصصية (الفصول المختلفة Different Seasons) إلى واحد من أشهر الأفلام في تاريخ السينما على الإطلاق تحت اسم (وداعًا شاوشانك Shawshank Redemption) وكانت هذه نقلة تاريخية في حياة (ستيفن كينج) فهذا الفيلم لم يكن له أي علاقة بالرعب، لكنه كان يعكس قدرة (ستيفن) وتمكنه كأديب من طراز خاص.
و مع النجاح تتوالى الملايين، وقد ذكر (ستيفن كينج) نفسه أن رصيده يزداد بمقدار عشرة ملايين دولار أسبوعيًا، من أرباح إعادة طبع رواياته. باع أكثر من 300 مليون نسخة حتى الآن، وتترجم رواياته بأكثر من خمس وثلاثين لغة، أي أنه لم يتحول إلى كاتب، بل إلى ظاهرة تستأهل الدراسة.
أدب الرعب يصنف على أنه (أدب مسلي Pop Art) و لكنه ارتقى به ليقف إلى جوار كبار الكتاب، بروايات تجاوزت الاثنان وأربعون رواية، وعدد لا ينتهي من القصص القصيرة والمجموعات القصصية، والسيناريوهات التلفزيونية.
في عام 1999م تعرض ستيفن كينغ لحادث سيارة مما أدى لتهشيم عظامه، غارقًا في دماءه على قارعة الطريق وتم نقله إلى المستشفى، وهناك تلقى العلاج اللازم لكنه خرج منها بكسور صعبة الالتئام وبضعف شديد في العصب البصري، يهدده بالعمى في أية لحظة.
العجيب أنه لم يقض وقته في المستشفى للراحة فحسب، بل كتب هناك روايته القصيرة (The Plant) ونشرها إلكترونيًا على أحد المواقع، على أن تكون قابلة للتحميل مقابل دولار واحد.
كأنما خوفه من العمى زاد حماسه للكتابة، حتى أنه انتهى مؤخرًا من سباعيته التي تحمل اسم (برج الظلام Dark Tower) وموقعه على الإنترنت يعلن أن هناك روايات ومجموعات قصصية له طرحت عام 2007م.
نال عشرات الجوائز حتى الآن من الجمعيات النقدية على مستوى العالم، لكن أهم جائزة كانت ميدالية الاستحقاق التي قدمتها له جمعية الكتاب الوطنية، لإسهامه الذي لن ينسى للأدب، وكان ذلك عام 2003م، وبهذه الجائزة توّج (ستيفن كينج) كواحد من أهم وأشهر كتاب القرن العشرين على الإطلاق.

## أعماله
قصص كينج تتضمن شخصيات غير متميزة كعائلات الطبقة الوسطى أو أطفال أو في الكثير من الأحيان مؤلفين. شخصيات قصص كينغ منخرطة في الحياة اليومية لكن مؤثرات وتدخلات فوق-طبيعية وظروف غير عادية تقوم بتحويل مسار حياتهم وتشكيل أحداث القصة الدرامية. مع ذلك فقد ألف كينغ عدة أعمال خارج إطار الرعب.
في بداياته ألف كينغ باستخدام اسم مستعار هو ريتشارد باكمان
كما وصل عدد روياته وقصصه القصيرة وكتابة حلقات المسلسلات إلى 108 ومن أعماله المترجمة إلى العربية رواية Misery وترجمها الدكتور أحمد خالد توفيق باسم «الشيطانة»، و«دورة المذءوب» وهي لنفس المترجم، وقصتان قصيرتان بعنوان «الذي يمشي خلف الصفوف» و«الرجل ذو السترة السوداء» في كتيب واحد يحمل اسم القصة الأولى، وقصة طويلة نوعاً باسم 1408 للمترجم هشام فهمي، وقد حولت الكثير من رواياته إلى أفلام سينمائية.
من أشهر الأفلام المأخودة من رواياته:
- 1980: البريق (بالإنجليزية: The Shining)‏
- 1983: كوجو (بالإنجليزية: Cujo)‏
- 1984: أطفال الذرة (بالإنجليزية: Children of the Corn)‏
- 1990: بؤس (بالإنجليزية: Misery)‏
- 1994: الخلاص من شاوشانك (بالإنجليزية: The Shawshank Redemption)‏
- 1999: الميل الأخضر (بالإنجليزية: The Green Mile)‏
- 2004: النافذة السرية (بالإنجليزية: Secret Window)‏
- 2007: 1408
- 2007: السديم (بالإنجليزية: The Mist)‏
- 2013: كاري (بالإنجليزية: Carrie)‏
- 2017: إت (بالإنجليزية: It)‏
- 2019: مقبرة الحيونات (بالإنجليزية: Pet Sematary)‏
- 2019: دكتور سليب (بالإنجليزية: Doctor Sleep)‏

## روابط خارجية
- ستيفن كينغ على موقع IMDb (الإنجليزية)
- ستيفن كينغ على موقع الموسوعة البريطانية (الإنجليزية)
- ستيفن كينغ على موقع مونزينجر (الألمانية)
- ستيفن كينغ على موقع قاعدة بيانات الأفلام العربية
- ستيفن كينغ على موقع ألو سيني (الفرنسية)
- ستيفن كينغ على موقع ميوزك برينز (الإنجليزية)
- ستيفن كينغ على موقع تيرنر كلاسيك موفيز (الإنجليزية)
- ستيفن كينغ على موقع أول موفي (الإنجليزية)
- ستيفن كينغ على موقع قاعدة بيانات برودواي على الإنترنت (الإنجليزية)
- ستيفن كينغ على موقع قاعدة بيانات برودواي على الإنترنت (الإنجليزية)